# 铜车马
铜车马，1980年出土于陕西省临潼秦始皇陵封土西侧。出土後藏於秦始皇兵马俑博物馆。2021年5月，铜车马二号车搬遷至秦始皇帝陵銅車馬博物館。
铜车马共两乘，出土時已碎裂。经考古人員复原，比例为真实车马的二分之一，均为双轮、单辕、前驾四马结构，所不同者为车的造型与功能。
铜车马一号车，名“立车”，又叫“戎车”、“高车”，车舆右侧置一面盾牌，车舆前挂有一件铜弩和铜镞。车上立一圆伞，伞下站立一名高91厘米的铜御官俑。铜车马二号车是四马鞍车，呈凸字形，分前、后二室，车舆上有穹窿形的椭圆形盖子，前室为御手所居，内跽坐一御官俑，后室为主人所居。

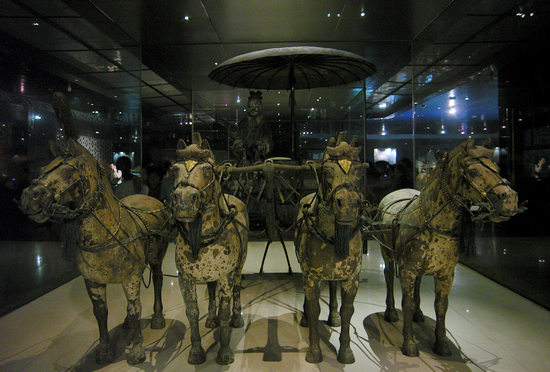
铜车马一号车
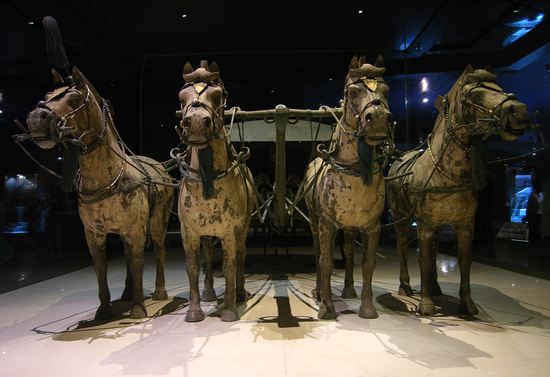
铜车马二号车